# Hovgården
Hovgården je bilo srednjovjekovno vikinško naselje na otoku Adelsö u Švedskoj. Otok se nalazi na jezeru Mälaren, 30 km zapadno od današnjeg Stockholma, u općini Ekerö. Hovgården je smješten na ravničarskom području otoka, sjeverozapadno od romaničke crkve, koje odlikuje uska dolina rifta koja se proteže od sjevera do šumovitih morena na jugu. Ove povijesne livade su kultivirane u 18. stoljeću i od tada nisu mijenjane o čemu svjedoči nekoliko izvornih farmi.
Hovgården je najvjerojatnije bilo mjesto s kojega su poglavari i kraljevi upravljali prosperitivnom dolinom Mälaren. Nalazio se nasuprot najstarijeg švedskog grada Birke, preko tjesnaca na otoku Björkö, a koji je bio važno trgovačko središte koje je prometovalo robama iz Skandinavije, središnje i istočne Europe, pa čak i Bliskog Istoka. Zajedno s Birkom, Hovgården čini arheološki kompleks koji pokazuje složenu trgovačku mrežu skandinavskih Vikinga i njihov utjecaj na europsku povijest. Zbog toga su upisani na UNESCO-ov popis mjesta svjetske baštine u Europi 1993. godine.

## Povijest i odlike
Sjeverno od Hovgårdena pronađeni su grobovi iz brončanog doba (oko 1,800. – 500. pr. Kr.), kulture koja je opstala sve do željeznog doba (500. pr. Kr. - 800.), a koja se odlikovala poljima s pogrebnim humcima. U Hovgårdenu je iskopano 124 groba od kojih je najstariji iz rimskog doba (1. – 400.), a najmlađi iz srednjeg vijeka (oko 1050. – 1520.), što je dokaz o kontinuiranom stanovanju na ovom mjestu.
Sjeverno od župne crkve nalazi se pet pogrebnih humaka od kojih se tri nazivaju Kungshögar (kung je na švedskom "kralj", a högar na staronordijskom "humak"). Hovgården je očito bio mjesto gdje se nalazio kraljevski posjed Kungsgård tijekom vikinškog razdoblja (oko 800. – 1050.). Arheološko istraživanje jednog od ovih humaka 1917. godine otkrilo je ostatke bogatog čovjeka koji je živio oko 900. godine, a koji je bio pokopan u čamcu, odjeven u skupocjenu odjeću, bez oružja, ali sa svojim konjima, kravama i psima.
Birka na otoku Björkö iz 8. stoljeća je bila važnim trgovačkim mjestom za luksuzne dekorativne predmete kojima je trgovala s drugim trgovačkim mjestima na Sjevernom moru i Baltiku. Na otoku Adelsö, kojeg od Birke dijeli uski tjesnac, nalazio se kraljevski dvorac Hovgården kojeg je navodno dao izgraditi kralj Svean. Birka je napuštena polovicom 11. stoljeća, ali je Hovgården ostao kraljevskim posjedom, iz mreže posjeda švedskih kraljeva poznatih kao Uppsala öd ("Blago Uppsale"), o čemu svjedoči kamen s runama, tzv. "Hakonov kamen" iz 1070. godine, koji navodi kako ga je podigao kralj pored kraljevskih grobova.
Kralj Magnus III. Švedski je 1270. godine na mjestu starog podigao novi dvorac od opeke Alsnö hus, no on je uništen još u 13. stoljeću i od tada je Hovgården izgubio svoju važnost.

## Poveznice
- Jelling, Danska
- Hedeby i Danevirke, Njemačka

## Vanjske poveznice
- Birka i Hovgården na stranicama Švedskog ureda za nacionalnu baštinu (šved.)

### Ostali projekti
|  | Zajednički poslužitelj ima još gradiva o temi Birka i Hovgården |